# 1969년 프랑스 대통령 선거
1969년 프랑스 대통령 선거는 1969년 프랑스 국민투표에 자기의 신임 여부를 결부시킨 샤를 드 골 대통령이 국민투표의 부결이 확정된 1969년 4월 28일 대통령직에서 사퇴하여 실시된 프랑스의 대통령 선거이다.
1969년 6월 1일에 1차 투표가 실시되었고, 6월 15일에 결선 투표가 실시되었다. 드골 정권의 2인자였던 조르주 퐁피두 전 총리가 대통령으로 선출되었다.

## 배경
드골 대통령이 지방행정과 상원개혁에 대한 개헌을 추진하면서 치러진 1969년 프랑스 국민투표는 53.5%의 반대로 부결되었고, 이에 따라 재신임을 걸었던 드골 대통령도 사퇴해 대통령 보궐선거가 치러지게 된다.

## 후보
여당인 공화국민주연맹은 드골 정권의 2인자인 조르주 퐁피두 전 총리를 대통령 후보로 내세웠다. 그러나 좌익진영은 이전에 단일후보로 나섰던 프랑수아 미테랑 전 장관을 거부하며 분열하여 프랑스 공산당은 자크 뒤클로 후보,  노동자 인터내셔널 프랑스 지부가 가스통 드페르 마르세유 시장을, 통합사회당은 프랑스 5월 혁명에 참여한 미셸 로카르 후보를 내세우며 분열한다. 이를 틈타 국민투표에서 반대 운동에 앞장섰으며 드골 대통령 사퇴로 대통령권한대행이 된 민주 중도의 알랭 포에르 상원의장이 중도층을 흡수하게 된다.

## 선거 결과
1차 투표에서 분열된 좌파 진영이 전원 낙선하고, 중도파인 포에르 후보가 결선 투표에 진출하였다. 결선 투표에서는 공산당을 비롯한 극좌 진영이 포에르 후보를 지지하지 않아 퐁피두 후보가 승리하였고, 공화국민주연합 정권이 연장되었다.

1차투표 지역별 최다득표자
조르주 퐁피두
알랭 포에르
자크 뒤클로

2차투표 지역별 최다득표자
조르주 퐁피두
알랭 포에르

| 후보                                                                | 후보          | 정당              | 정당            | 1차 투표   | 1차 투표 | 2차 투표   | 2차 투표 |
| 후보                                                                | 후보          | 정당              | 정당            | 득표수     | %        | 득표수     | %        |
| ------------------------------------------------------------------- | ------------- | ----------------- | --------------- | ---------- | -------- | ---------- | -------- |
|                                                                     | 조르주 퐁피두 | 공화국민주연합    | UDR             | 10,051,783 | 44.47%   | 11,064,371 | 58.21%   |
|                                                                     | 알랭 포에르   | 민주중도          | CD              | 5,268,613  | 23.31%   | 7,943,118  | 41.79%   |
|                                                                     | 자크 뒤클로   | 프랑스 공산당     | PCF             | 4,808,285  | 21.27%   |            |          |
|                                                                     | 가스통 드페르 | 노동자 인터내셔널 | SFIO            | 1,133,222  | 5.01%    |            |          |
|                                                                     | 미셸 로카르   | 통합사회당        | PSU             | 816,470    | 3.61%    |            |          |
|                                                                     | 루이 듀카텔   | 무소속 (급진당)   | 무소속 (급진당) | 286,447    | 1.27%    |            |          |
|                                                                     | 알랭 크리빈   | 공산주의자 동맹   | LC              | 239,104    | 1.06%    |            |          |
|                                                                     |               |                   |                 |            |          |            |          |
| 합계                                                                | 합계          | 합계              | 합계            | 22,603,924 | 100%     | 19,007,489 | 100%     |
|                                                                     |               |                   |                 |            |          |            |          |
| 유효표                                                              | 유효표        | 유효표            | 유효표          | 22,603,924 | 98.71%   | 19,007,489 | 93.58%   |
| 무효표                                                              | 무효표        | 무효표            | 무효표          | 295,036    | 1.29%    | 1,303,798  | 6.42%    |
| 투표율                                                              | 투표율        | 투표율            | 투표율          | 22,898,960 | 77.59%   | 20,311,287 | 68.85%   |
| 기권                                                                | 기권          | 기권              | 기권            | 6,614,401  | 22.41%   | 9,189,047  | 31.15%   |
| 등록유권자                                                          | 등록유권자    | 등록유권자        | 등록유권자      | 29,513,361 |          | 29,500,334 |          |
|                                                                     |               |                   |                 |            |          |            |          |
| 출처: List of candidates · First round result · Second round result |               |                   |                 |            |          |            |          |